# Кове, Заур Михайлович
Валерий (Заур) Михайлович Кове (26 января 1946, Сухум, Абхазская АССР) — советский и российский режиссёр, актёр, театральный деятель; с 1985 года — художественный руководитель Абхазского государственного драматического театра им. С. Чанба. Ветеран войны 1992—1993 гг. и освободительного движения Абхазии, кавалер Ордена «Честь и Слава» ΙΙ степени. Заслуженный деятель искусств Абхазии, заслуженный артист Абхазской АССР (1975). Заслуженный деятель искусств Кабардино-Балкарии (1989). Народный артист Республики Абхазия (2014).

## Биография
Родился в 1946 году в Абхазской АССР в актёрской семье. В 1964 году окончил среднюю школу и поступил в Тбилисский театральный институт им. Ш. Руставели на актерский факультет. После завершения учёбы в институте с 1968 по 1974 годы работал актёром Абхазского драмтеатра им. С. Чанбы.
С 1972 по 1973 годы служил в рядах Советской Армии.
С 1974 по 1979 годы — студент режиссёрского факультета ГИТИСа им. Луначарского, который окончил с отличием (курс И. Туманова). В 1977 году проходил ассистентскую практику в Париже под руководством Иосифа Туманова. В 1975 году получил звание Заслуженный артист Абхазии. С 1979 по 1982 год — режиссёр Абхазского драмтеатра им. С. Чанбы.
Сыграл несколько ролей на киностудиях «Мосфильм» и «Довженко». С 1982 по 1985 год — стажёр и режиссёр Московского государственного драматического театра им. Н. В. Гоголя. Поставил спектакль «Заложники Генри Марлоу» по пьесе В. Большакова.
С 1985 года возглавляет Абхазский государственный драматический театр им. С. Чанбы.
Почётный ветеран Войны в Абхазии 1992—1993 годов и освободительного движения Абхазии.
Жена — Аджинджал Мзия — актриса Абхазского государственного драматического театра. Дети — Евгения, Бенар, Омар.

## Роли в театре
- Дон Карлос, «Дон Карлос» Шиллера.
- Освальд, «Привидения» Ибсена.
- Подколесин, «Женитьба» Гоголя.
- Альберто де Стефано, «Человек и джентльмен» Эдуардо де Филиппо.
- Михаил Заболотный, «В день свадьбы» Виктора Розова.
- Ле Гуевена, «Мари-Октябрь» Жака Роббера.

## Фильмография
- 1975 — Белый башлык — князь Омар.
- 1982 — Колокол священной кузни — поручик.
- 1970 — Сотворение — художник-реставратор.
- 2009 — Десантура — абхазский старик.

## Театральные постановки
- «Горе от ума» А. Грибоедов.
- «Эмигрант из Брисбена» Шехаде.
- «Визит старой дамы» Дюрренматт.
- «Берег» Ю. Бондарев.
- «Жизнь есть сон» Кальдерон.
- «Юлий Цезарь» У. Шекспир.
- «Кьоджинские перепалки» Гольдони.
- «Махаз» Ф. Искандер.
- «Гуарапский писарь» М. Бгажба.
- «Пешком» С. Мрожек / ОГДТ им. А. С. Пушкина 2016 г.

## Признание и награды
- Заслуженный деятель искусств Абхазской АССР.
- Кавалер Ордена «Честь и Слава» ΙΙ степени.
- Заслуженный артист Абхазской АССР (1975).
- Заслуженный деятель искусств Кабардино-Балкарии (1989).
- Народный артист республики Абхазия (2014).